# História dentro de uma história
Uma história dentro de uma história ou uma narrativa dentro de uma narrativa é um método literário em que se conta uma narrativa dentro de outra. Ou seja, uma ou mais histórias são encaixadas ou enquadradas numa narrativa moldura. Uma história dentro de uma história pode ser usada em todos os tipos de narração: novelas, histórias curtas, peças de teatro, programas de televisão, filmes, poemas, músicas e ensaios filosóficos. No cinema, A Noite Americana, Cannibal Holocaust, Singin' in the Rain, Hable con ella, 12 Angry Men, Scream 4 são exemplos.
Na literatura, o exemplo clássico são As Mil e Uma Noites, onde temos uma narrativa moldura, de Xerazade que, para não ser morta pelo rei Xariar, conta histórias que aguçam sua curiosidade, dentro da qual se enquadram ou encaixam histórias de primeiro nível, que podem conter sub-histórias (histórias de segundo nível), que por sua vez podem conter histórias de terceiro nível, etc.